# Ana Belén Cordero
Ana Belén Cordero Cuesta (Quito, 1984) es una abogada y política ecuatoriana. Es la secretaria de Política Pública Anticorrupción del Ecuador, desde junio de 2023, en el gobierno de Guillermo Lasso. Fue asambleísta nacional del Ecuador, entre 2021 y 2023.

## Biografía
Ana Belén nació en la ciudad ecuatoriana de Quito, pero vivió en Guayaquil por alrededor de veinte años. Su abuelo, Gonzalo Cordero Crespo, era abogado y desempeñó varios cargos públicos a nivel nacional.
Realizó estudios en el Colegio Nuevo Mundo. 
Cursó estudios en la Universidad de Especialidades Espíritu Santo, continuándolos en la Universidad de Salamanca (España) y finalizándolos en la Universidad San Francisco de Quito, obteniendo el título de abogada. 
Obtuvo una maestría Derecho empresarial en la Universidad San Francisco de Quito, y una maestría en Gerencia política en la Universidad George Washington (Estados Unidos).

### Trayectoria
Ofreció asesoría legal, comunicacional y regulatoria en temas de políticas públicas en el sector universitario y en educación superior. También comenzó a trabajar en el Movimiento CREO, donde conoció a su esposo Fabián Pozo Neira, quien integraba el partido en Cuenca.

## Vida política
Empezó a interesarse en la política en la universidad, lo cual la motivó a participar en grupos juveniles relacionados con política. 

### Asambleísta
Fue electa asambleísta alterna en las elecciones legislativas de 2021, en representación de Circunscripción Nacional, por el movimiento CREO. Fue posesionada el 14 de mayo del mismo año.
El 21 de mayo siguiente, tras la renuncia de César Monge a su curul en la Asamblea Nacional, para conformar parte del entrante gobierno de Guillermo Lasso; Cordero asume el cargo, por ser su alterna.
En la Asamblea Nacional ha integrado la Comisión de Fiscalización y Control Político, donde ha sido vicepresidenta. Como miembro de la comisión, ha sido parte de la delegación de asambleístas ecuatorianos que le entregaron al presidente de Colombia Iván Duque relacionado como el empresario colombiano Alex Saab. Según la comisión, la información "permitiría a las autoridades colombianas completar las investigaciones sobre los negocios de Alex Saab, su socio Álvaro Pulido y su holding empresarial en torno a Fondo Global de Construcciones".
El 17 de mayo de 2023, a tempranas horas de la mañana, el presidente Guillermo Lasso firmó el Decreto Ejecutivo 741, en el que activó el artículo 148 de la Constitución Nacional, denominado «muerte cruzada», argumentando en su decreto «grave crisis política y conmoción interna»; disolviendo la Asamblea Nacional y convocando a elecciones presidenciales y legislativas extraordinarias.

### Gobierno de Guillermo Lasso
El 19 de junio de 2023, fue nombrada por el presidente Lasso, como Secretaria de Política Pública Anticorrupción del Ecuador.

## Vida personal
Se casó con Fabián Pozo, exsecretario jurídico del presidente Guillermo Lasso. La pareja tiene dos hijos.